# Hoplomachus thunbergii
Hoplomachus thunbergii is een wants uit de familie van de blindwantsen (Miridae). De soort werd het eerst wetenschappelijk beschreven door Carl Fredrik Fallén in 1807.

## Uiterlijk
De langwerpig gevormde wants is altijd macropteer en kan 3,5 tot 4,5 mm lang worden. Het lijf is bedekt met zwarte haartjes, het mannetje van deze soort is oranje of geel, het vrouwtje is grijsgeel of grijsgroen. De kop heeft zwarte accenten, over het midden van de kop, het halsschild en het scutellum loopt een lichte streep. Ook over de voorvleugels lopen duidelijke lengtestrepen evenwijdig aan de zijrand. Het halsschild heeft aan de voorkant twee zwarte vlekken. Het doorzichtige deel van de voorvleugels is grijs met witte aders. De antennes zijn bruin, het eerste segment is voor een deel of helemaal zwart van kleur. Van de grijsgele pootjes is de bovenkant van de dijen donker met putjes en hebben de schenen zwarte stekeltjes.

## Leefwijze
De soort produceert een enkele generatie per jaar en de eitjes komen na de winter uit. De imagines kunnen worden gevonden in kale zandige gebieden op muizenoor (Hieracium pilosella) van juni tot juli.

## Leefgebied
De soort is in Nederland zeer zeldzaam en komt voor in het Palearctisch gebied, van Europa tot aan de Kaukasus.